# Stehaufmädchen
Stehaufmädchen – Liebe in der Apo-Zeit, meist angekündigt als Stehaufmädchen, ist ein 1970 erschienener deutscher Spielfilm, bei dem Willy Bogner Regie führte. Es ist Bogners einziger Film, der nicht im Bereich des Skisports angesiedelt ist. Die Geschichte beruht auf dem Buch Das Stehaufmädchen von Margit Schäfer.

## Handlung
Erik, ein Student, verliebt sich in Eva, die Sekretärin eines reichen Unternehmers. Er brennt mit ihr und einem Koffer voller Geld durch. Das findet Evas Arbeitgeber allerdings gar nicht witzig. Zwei Männer, eine Frau, ein geklauter Geldkoffer und jede Menge Verfolgungsjagden durchs München der 70er Jahre im Studentenmilieu.

## Kritik
„Ohne durchgängige Handlung präsentiert sich eine insgesamt recht alberne Aneinanderreihung teils lustiger, teils geschmackloser Gags, in denen immerhin die Kameraarbeit bemerkenswert ist. Ein typisches Produkt der späten 60er Jahre.“

„Leider eine unzusammenhängende Handlung mit überdrehten Einfällen, was die Wirkung des technisch gut gemachten Streifens herabsetzt.“